# Luigi Garelli
Luigi Garelli, detto Gigi (Bazzano, 27 aprile 1962), è un allenatore di pallacanestro italiano.

## Carriera
Ha allenato in Legadue a Sassari, Vigevano e Verona. Nella stagione 2009-10 ha vinto il premio come "Migliore allenatore del Campionato di Legadue", dopo aver guidato la Miro Radici Finance Vigevano.
Nella stagione 2015-16 porta in Legadue la Pallacanestro Forlì 2015. Dopo un ottimo inizio di campionato, la squadra subisce dieci sconfitte nelle ultime undici partite del girone di andata. Il 29 dicembre 2016 viene esonerato dal ruolo di allenatore della Pallacanestro Forlì, venendo sostituito da Giorgio Valli.

## Palmarès
- Miglior allenatore del Campionato di Legadue: 1
 Pall. Vigevano: 2009-10